# ماساتومو ناکازاوا
ماساتومو ناکازاوا (انگلیسی: Masatomo Nakazawa; ۱۴ فوریهٔ ۱۹۸۳ – ) بازیگر، و صداپیشگی در ژاپن اهل ژاپن بود. وی از سال ۲۰۰۳ میلادی تاکنون مشغول فعالیت بوده‌است.